# Lorenzo Pellegrini
Lorenzo Pellegrini (Roma, 19 de junho de 1996) é um futebolista italiano que atua como meia. Atualmente, joga pelo clube italiano Roma.[carece de fontes?]

## Títulos
Roma
- Liga Conferência Europa da UEFA: 2021–22[carece de fontes?]

### Prêmios individuais
- Gol do Mês da Serie A : setembro de 2021[1] , janeiro de 2022[2], março de 2022[3]
- Equipe ideal da Liga Conferência Europa da UEFA: 2021–22[4]
- Jogador da Temporada da Liga Conferência Europa da UEFA: 2021–22[5]
- Equipe ideal da Liga Europa da UEFA: 2020–21[6], 2022–23[7]